# Mercury–Atlas–8
A Mercury–Atlas-8 volt a Mercury-program ötödik repülése űrhajóssal a fedélzetén. Egyúttal ez volt a harmadik olyan repülés, amelyen Föld körüli pályára sikerült állítani egy űrhajót. A repülés Sigma 7 néven is ismert, mivel az űrhajó parancsnoka (élve ez irányú előjogával) ezt választotta rádió hívójelként. A Mercury űrhajó 1962. október 3-án startolt Cape Canaveral 14-es indítóállásáról, fedélzetén Wally Schirra űrhajóssal, a haditengerészet berepülőpilótájával, az eredeti hetek tagjával.
A repülés 9 óra 13 perc 11 másodpercig tartott hat Föld körüli fordulatot teljesítve. Ezzel lényegében megduplázták az előző két Mercury repülés teljesítményét, bár a tervek eredetileg 7 keringéssel számoltak, ám a tengerekre kirendelhető mentőkapacitás véges volta és az e miatti optimalizálás miatt csökkent a végső repülési terv 6 fordulatra. Az űrhajó 285x153 kilométeres ellipszispályán repült, az egyes keringéseket 89 perc alatt megtéve.
Schirra számára a NASA olyan műveletsort dolgozott ki, amelynek fő célja a manőverezésre szánt hajtóanyaggal való minél nagyobb takarékosság volt. Ennek érdekében sokat haladt az űrhajó korrekció nélkül, sodródva (Schirra szavai szerint "Csimpánz-üzemmódban"), illetve, amikor az űrhajós irányította manuálisan kormányhajtóműveket, akkor is a legnagyobb takarékosság volt a műveletek fő célja. Az út legnagyobb részében az űrhajó automatikus vezérlőrendszerét tesztelték . Az űrhajós eközben csillagok pozícióján alapuló navigációs kísérleteket végzett. A műveletek - Schirra űrruhája hőmérséklet szabályozásának kezdeti problémáit leszámítva – tökéletesre sikeredtek, az űrhajó minden korábbi repüléshez képest kevesebb manőverező hajtóanyagot fogyasztott.
A repülés lezárásaként első ízben történt leszállás a Csendes-óceánra (közel a dátumválasztó vonalhoz a Midway-szigeteknél). Az első hosszabb távú amerikai űrmissziót a leszállást követő elemzés egyben az első, minden részletében hibátlan Mercury-repülésként értékelte. A leszállás után Schirra megkapta az elnöktől a Kiváló Szolgálatért érdemrendet,

## Személyzet
| Beosztás | Asztronauta                  | Asztronauta                  |
| -------- | ---------------------------- | ---------------------------- |
| Űrhajós  | Walter Schirra (2) űrrepülés | Walter Schirra (2) űrrepülés |

Tartalék személyzet
| Beosztás         | Asztronauta                 | Asztronauta                 |
| ---------------- | --------------------------- | --------------------------- |
| Tartalék űrhajós | Gordon Cooper (2) űrrepülés | Gordon Cooper (2) űrrepülés |

(1) Zárójelben a sikeres űrrepülések száma személyenként, beleértve ezt a missziót is.

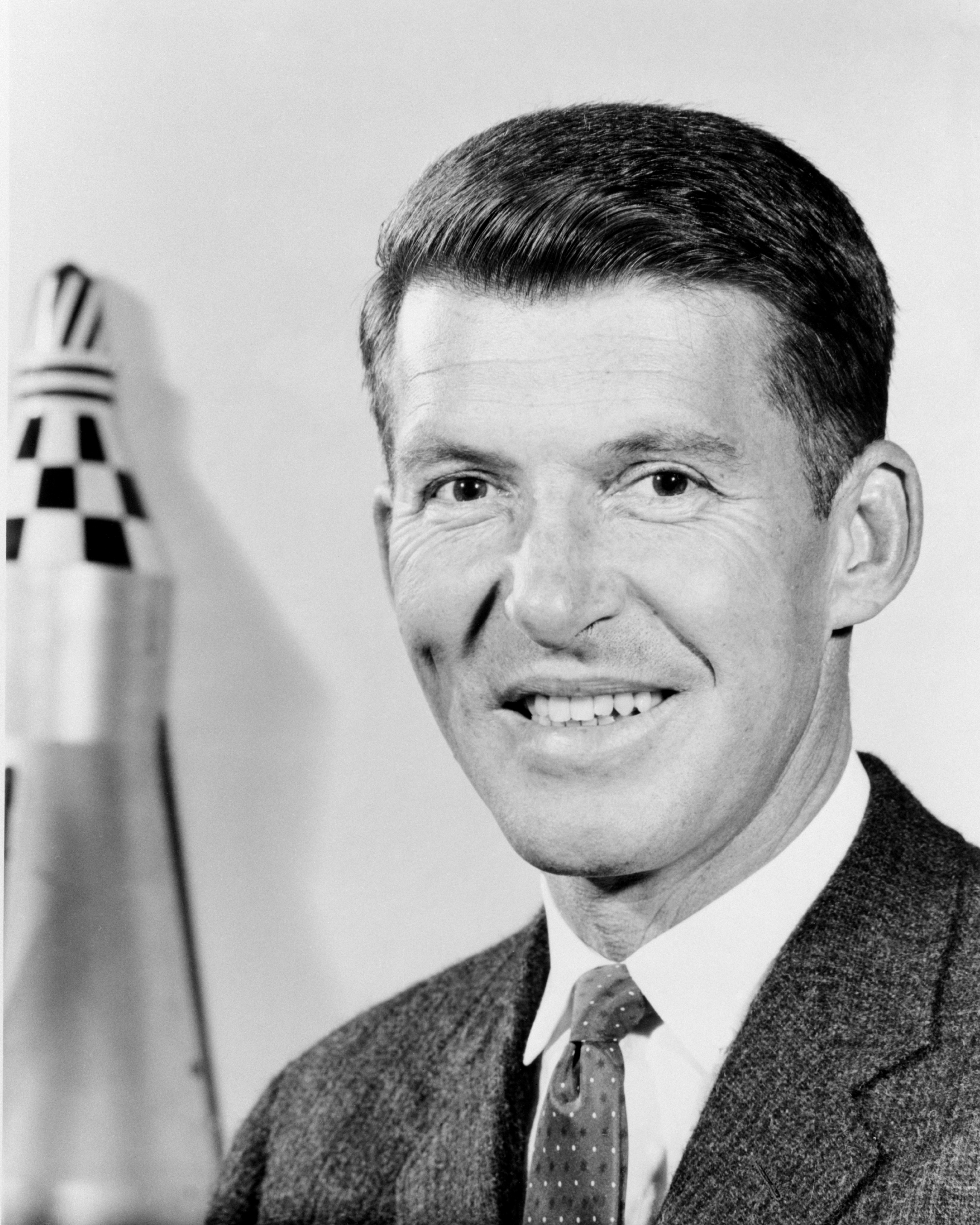
Walter Schirra sajtóportréja

## Előzmények
Az 1950-es évek második felében egy politikai presztízscsata, az ún. űrverseny alakult ki az Egyesült Államok és a Szovjetunió között, amelynek technikai célja minél több űrteljesítmény elsőkénti teljesítése volt. Az űrverseny első „fordulója” különböző műholdak és űrszondák űrbe juttatása volt, amelynek során a Szovjetunióé lett az elsőség a Szputnyik–1-gyel. Ezt követően a következő logikus lépés egy ember világűrbe juttatása volt, amelyre szovjet részről a Vosztok-programot, amerikai részről a Mercury-programot indították el azzal reménnyel, hogy a világ első űrhajósát bocsátják fel általa. A NASA hivatalosan 1958. december 17-én indította el a Mercury-programot, amelyben a McDonnell repülőgépgyár áltat fejlesztett űrkabinban terveztek a Kármán-vonal (a fizikai törvények alapján, a világűr határaként 100 km-es magasságban meghúzott vonal) fölé küldeni űrhajósokat a különböző haderőnemeknél fejlesztett, átalakított interkontinentális ballisztikus rakétákon, a Redstone-on és az Atlas-on. 1961. április 12.-én ezt a versenyt is a szovjetek nyerték, amikor sikeresen bocsátották fel a Vosztok–1-et, fedélzetén Jurij Gagarinnal. A Mercury-programra – az eredeti terv, a világelsőség elhódítása meghiúsulása miatt – innentől a mielőbbi válaszlépés, majd a Kennedy elnök által bejelentett új, minden korábbinál ambiciózusabb űrprogramhoz szükséges tapasztalatgyűjtés maradt.

### Űrugrások

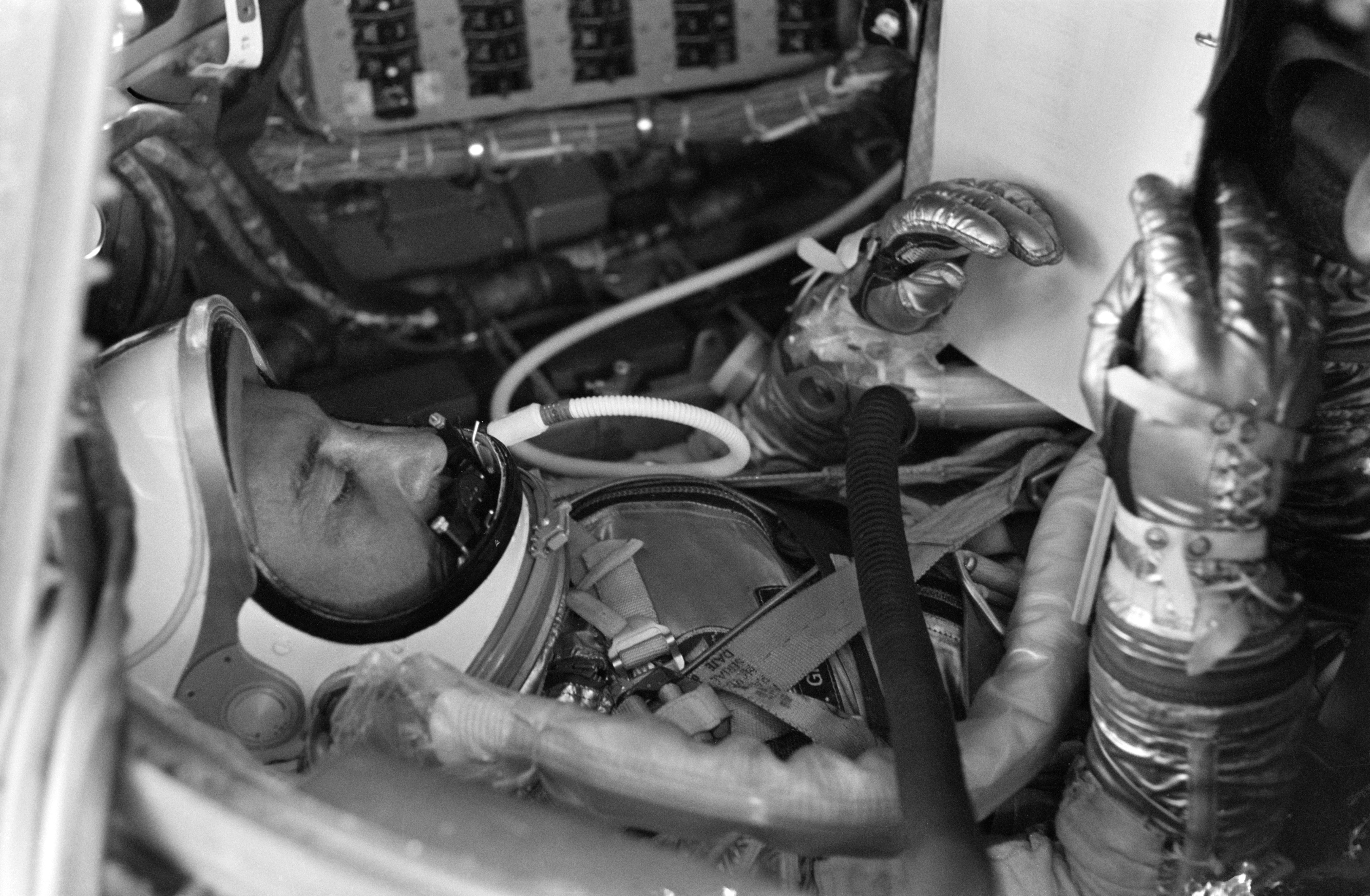
Gus Grissom a repülési tervet tanulmányozza a Liberty Bell 7 startja előtt

A repülés kulcsa, a vadonatúj, az USA-ban egyedüliként egy 1,5-2 tonnás tárgy első kozmikus sebességre gyorsítani képes Atlas rakéta meglehetősen megbízhatatlanul teljesített és a tesztrepüléseken több hiba merült fel, amelynek következtében a NASA nem engedélyezhette az első éles emberes kísérletet. (Az Atlas indítása a szűzfelszállásától a Mercury-Atlas–4-ig bezárólag katonai fegyverkísérletben 57-ből 22 alkalommal volt sikertelen, vagy részben sikertelen, míg űrrepülési felhasználásra (pl. a SCORE műhold pályára állítására, vagy felderítő műholdak felbocsátására, illetve magán a Mercury programon belül) 11 alkalomból mindössze 4-szer volt sikeres a repülés, a többi 7 alkalomban a rakéta hibásan működött.)
A NASA ezért még 1960 végén döntött a tesztrepülések folyamatának megváltoztatásáról. Az orbitális tesztek elhúzódó problémái és az ebből fakadó késlekedés miatt felmerült az alternatíva, hogy egyszerűbb, olcsóbb módon teszteljenek, másrészt hamarabb lehetett vele egy kvázi űrrepülést kivitelezni a közvélemény számára. Ez a lehetőség a szuborbitális repülés, vagy más néven az ún. űrugrás volt. Ennek során csak a földfelszíntől mért távolság tekintetében érték el a világűrt egy űrhajóval (a FAI által lefektetett szabályrendszer értelmében messze nem), de ezzel a későbbi igazi űrrepülés legtöbb fizikai paraméterét modellezni lehetett, különösen a kritikusnak számító légkörbelépést, hozzávetőleg a teljes orbitális teszt költségének 40%-ért. Amikor Gagarin repülésére hamarjában kellett valami válaszlépés a közvélemény megnyugtatására a tesztrepüléseket „előléptették” űrrepüléssé.
Több automata üzemmódban, majd egy majommal végzett kísérleti repülés után 1961. május 5-én Alan Shepard szállt fel Cape Canaveralről a Freedom 7 fedélzetén, hogy egy 15 perc 22 másodperes repülés végén 487 kilométerrel távolabb sikeresen leszálljon az Atlanti-óceánon. A repülés csúcspontján mért 187,4 kilométeres magassággal Shepard a 100 kilométer magasan húzódó elméleti határ, a Kármán-vonal felett járt, fizikai értelemben a világűrben, ezzel teljesítve a NASA „propagandacélját”. 1961. július 21-én az űrügynökség egyfajta íratlan szabály szerint – miszerint a lehető legrövidebb időn belül meg kellett ismételni a szabályt, hogy az űrversenybeli ellenfél lássa, hogy tudatos repülésekről van szó és az első kísérlet sem a véletlen szerencse műve volt – megismételte a repülést. Ezúttal Gus Grissom szállt fel a Liberty Bell 7 névre keresztelt Mercury űrhajóban, hogy Shepardhoz hasonlóan egy negyedórás út során 190 kilométer magasságot elérve szálljon le az óceán vizére. Bár maga a repülés rendben lezajlott és a műveleteket sikeresnek is ítélte a NASA, a leszállás után egy új fejlesztésű, első ízben kipróbált lerobbantható kabinajtó meghibásodott, véletlenül lerobbant nagy mennyiségű tengervizet engedve a helikopteres kiemelésre várakozó kabin belsejébe, amely események hatására maga az űrhajó elsüllyedt a 4500 méter mély tengerfenékre, Grissom pedig kis híján megfulladt. A tesztek ezen formáját sikeresnek minősítették, a közvélemény valamelyest megnyugodott, de a tervekben szereplő további két űrugrásos tesztrepülést törölte és minden erejét az orbitális repülés előkészítésére összpontosított a továbbiakban az űrhivatal.

### Szovjet teljesítmények

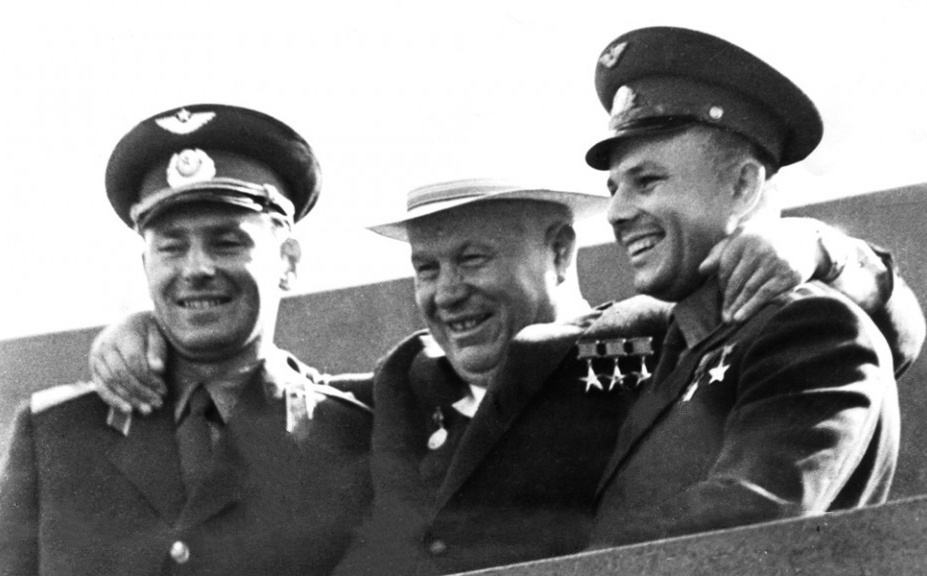
Jurij Gagarin, German Tyitov és Nyikita Hruscsov a Vörös téren ünnepel a két sikeres szovjet űrrepülést követően

A Szovjetunió az űrverseny során végig titokban, de ugyanazokkal a célokkal végzett fejlesztéseket és konkurált az amerikaiakkal. A Szputnyik-programhoz hasonlóan az első ember űrbe juttatásában is meg akarták előzni az amerikaiakat és ennek érdekében elindították a Vosztok-programot. A nyilvánosságot kerülve kiválasztottak 6 jelöltet, illetve Szergej Koroljov vezetésével kifejlesztették a megfelelő teljesítményű Vosztok-K (8K72K) rakétát és a Vosztok űrhajót és a sikeres tesztsorozat végén az amerikaiakat ismét megelőzve, 1961. április 12-én felbocsátották a Vosztok–1-et, fedélzetén Jurij Gagarinnal. Az amerikaiak ismét átélték a Szputynik-1 idején megtapasztalt érzést, ismét alulmaradtak az űrversenyben. Shepard és Grissom repülése csak szépségtapasz volt a vereségre, ám a szovjetek hamarosan emelték a tétet: 1961. augusztus 6.-án German Tyitov startolt a Vosztok–2 fedélzetén és több mint egy napig repülve, 17 Föld körüli keringést teljesített.
Az amerikai közvélemény elvárása Tyitov repülése után az volt, hogy legalább még abban az évben repüljön egy amerikai űrhajó Föld körüli pályán, de végül ez sem sikerült. A Friendship 7 1962 februárjában repült, majd Carpenter 1962. májusában duplázott, amellyel legalább a repülések számában utolérték a szovjeteket, még ha az időtartamban reménytelenül le is voltak maradva. 1962. augusztus 11-én azonban újabb hidegzuhanyként érte az amerikaiakat, amikor a következő szovjet űrhajó, a Vosztok–3 elstartolt a bajkonuri űrrepülőtérről, majd a meglepetés még nagyobb lett, amikor másnap, 1962. augusztus 12.-én egy újabb űrhajó, a Vosztok–4 sikeres startját jelentette be a TASSZ hírügynökség. A Vosztok-3 űrhajósa, Andrijan Nyikolajev 65, a Vosztok-4 utasa, Pavel Popovics 48 Föld körüli fordulatot tett, előbbi 4, utóbbi 3 napot töltött a világűrben, a szimultán repülés meghaladta a 3 napot és a két űrhajó 5 kilométeres közelségben is járt egymáshoz (az amerikaiak egy ideig azt hitték, hogy a szovjetek az űrrandevút is megkísérlik). A Vosztok-program végérvényesen legyőzte a Mercury-t, mivel a Mercury űrhajót eleve nem tervezték ilyen hosszú repülésre és meg sem kísérelhettek vele a szovjetekével felérő teljesítményt végrehajtani.

### Orbitális repülések

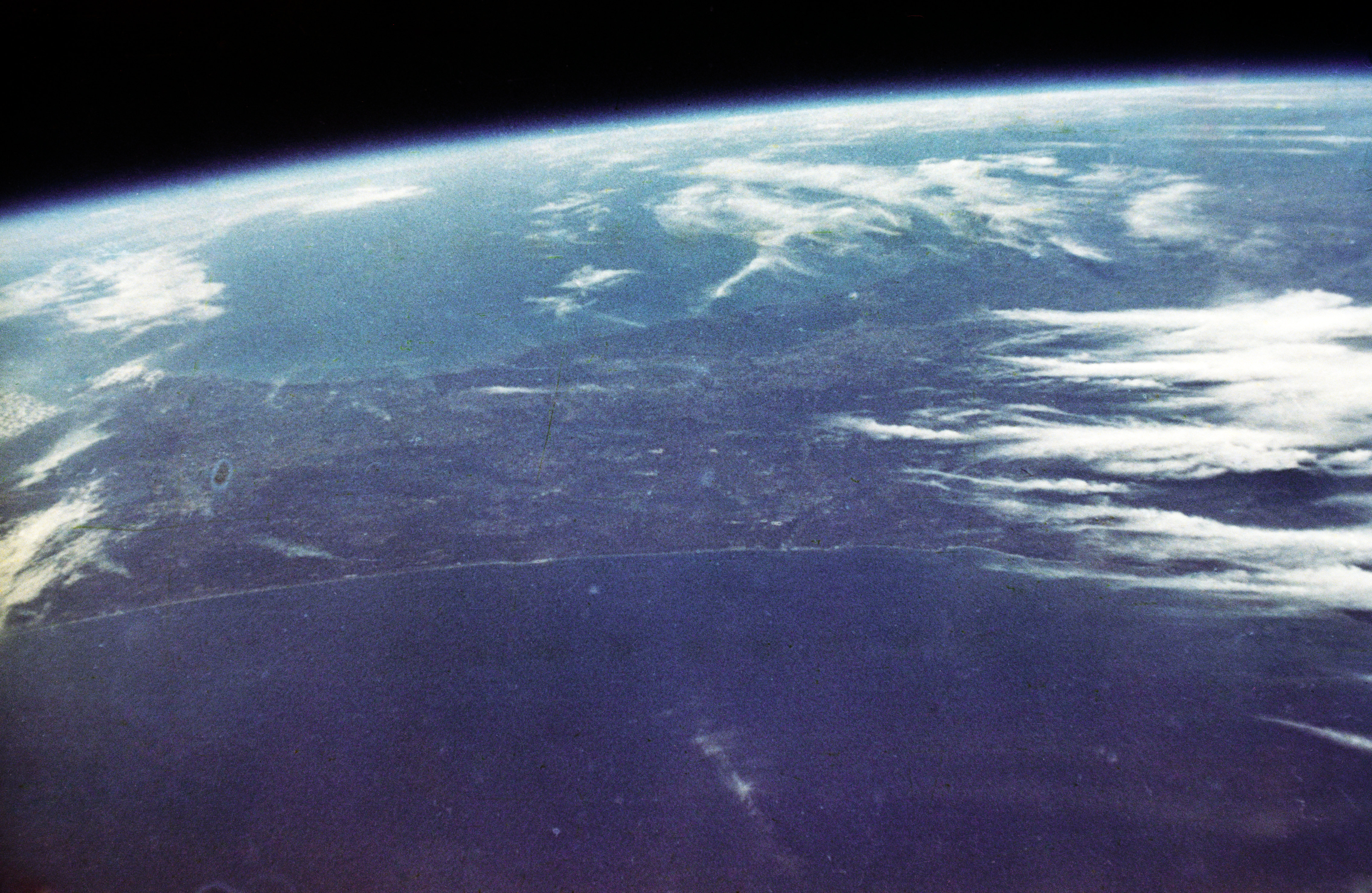
John Glenn fotója a földfelszínről az első amerikai orbitális repülésről

A Vosztok-1 repülésével ismét elvesztett verseny okozta presztízsveszteséget követően az USA mindenképpen választ kívánt adni a szovjet teljesítményre saját űrhajósa felbocsátásával. Több sikertelen, majd sikeres automata próbarepülés, majd Enos csimpánz orbitális tesztútja után 1962. február 20-án felbocsátotta az első olyan Mercury-t, a Friendship 7-et amely elé 3 Föld körüli keringést tűztek ki célul. Az Atlas rakéta tökéletes teljesítménye nyomán először állt amerikai űrhajó pályára a Föld körül. Glenn a tervezett 3 fordulatot tette meg, közben a földfelszín megfigyelésével, a saját és az űrhajó állapotának jelentésével és a Mercury kézi irányításával kapcsolatos feladatokat végezve. A repülés során kisebb-nagyobb problémák merültek fel: az egyik kormányfúvóka meghibásodott, folyamatosan eltérítve az űrhajót a kívánt térbeli helyzettől, amit Glennek folyamatos „ellenkormányzással” kellett kompenzálnia és a hőpajzsot a helyén tartó ún. leszálló csomag rögzítését felügyelő érzékelő meghibásodott, ami szinte végig a repülés alatt azt a félelmet gerjesztette, hogy a légkörbelépés közben a hőpajzs leeshet és az űrhajós meghal. A problémák ellenére az űrhajó végül jól teljesített, Glenn repülése teljes sikert hozott.

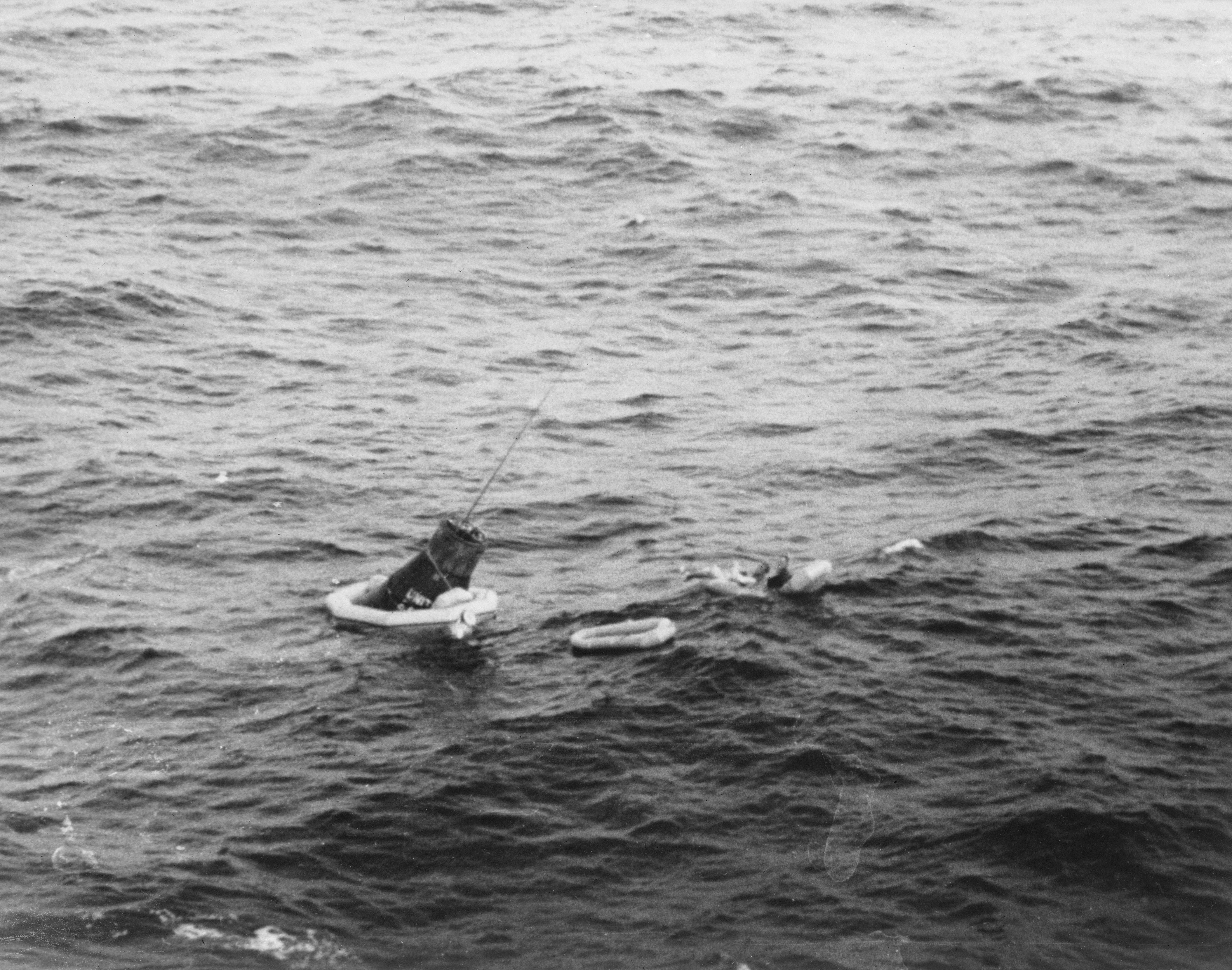
Az Aurora 7 a leszállása után a mentésre várva

A Mercury–Atlas–6 sikerét követően az űrversenyben kialakult egyfajta hallgatólagos „szabálynak” megfelelve nem sokkal később a NASA megismételte a repülést. Egy ugyanúgy 3 keringésre tervezett repülésen 1962. május 24-én – egy legénységjelölési intermezzo után, amikor a szívproblémával diagnosztizált Deke Slaytont Scott Carpenterre cserélték – startolt az Aurora 7. A második orbitális repülésre küldött űrhajós ismét tökéletesen működött, Carpenter pedig elődjéhez képest más jellegű, kibővített kísérleti programot végzett vizuális megfigyeléssel, fényképezéssel. A repülés azonban végül nem lett olyan sikeres, mint Glenné, elsősorban amiatt, hogy Carpenter elrontott néhány, az űrhajó kézi irányításával kapcsolatos teendőt és túl sok üzemanyagot fogyasztott, valamint a leszálláskor magát az űrhajót sem sikerült a kívánt helyzetbe forgatnia. A hibák eredményeként durván eltért a tervezett és a tényleges leszállási pont, Carpenter több mint 400 kilométerre volt onnan, ahová várták, ráadásul a rádiókapcsolat is megszakadt vele és egy óráig a NASA és a repülést élőben nyomon követő sajtó azt hitte, az űrhajós meghalt a visszatérés közben. Végül a kutató-mentő szolgálat megtalálta és a USS Intrepid fedélzetére emelte Carpentert, így szerencsésen záródott a második orbitális repülés is.

### A repülés előkészítése
A Mercury–Atlas–7 leszállása után a Mercury-program válaszút elé került: a korábbi tervek szerint újabb három keringéses repülés következett volna, ám a Vosztok–2 egy napot is meghaladó időtartamú útja azt mutatta az amerikaiaknak, hogy ettől több kell, ha állni akarják a versenyt. 1962 közepére maga a NASA is úgy gondolta, hogy a kezdeti tapasztalatok elegendőek a továbblépéshez. A tapasztalatszerzésre a Kennedy elnök által 1961. május 25-én kitűzött cél, a holdra szállás miatt mindennél nagyobb szükség volt. A kongresszus sok képviselője pedig nyíltan arra sarkallta az űrhivatalt, hogy érjék utol a szovjetek 17 keringéses teljesítményét. A sajtó is az egynapos időtartamról spekulált. Azonban a Mercury űrhajót nem ilyen hosszú repülésre tervezték, egy 17, vagy több keringéses repülés túl merész lépés lett volna, a NASA ezért egy köztes megoldásban, egy 7 keringéses repülésben kezdett gondolkodni, mielőtt – előbb műszakilag is alkalmassá téve a Mercury kabint rá – belevágtak volna Tyitov utolérésébe. 1962. június 27.-én a NASA nyilvánosan is bejelentette, hogy a Mercury teljesítette az elé kitűzött célt, ezért új célokat tűznek ki és a következő repülésre, szeptemberben egy 7 keringéses küldetést terveznek.

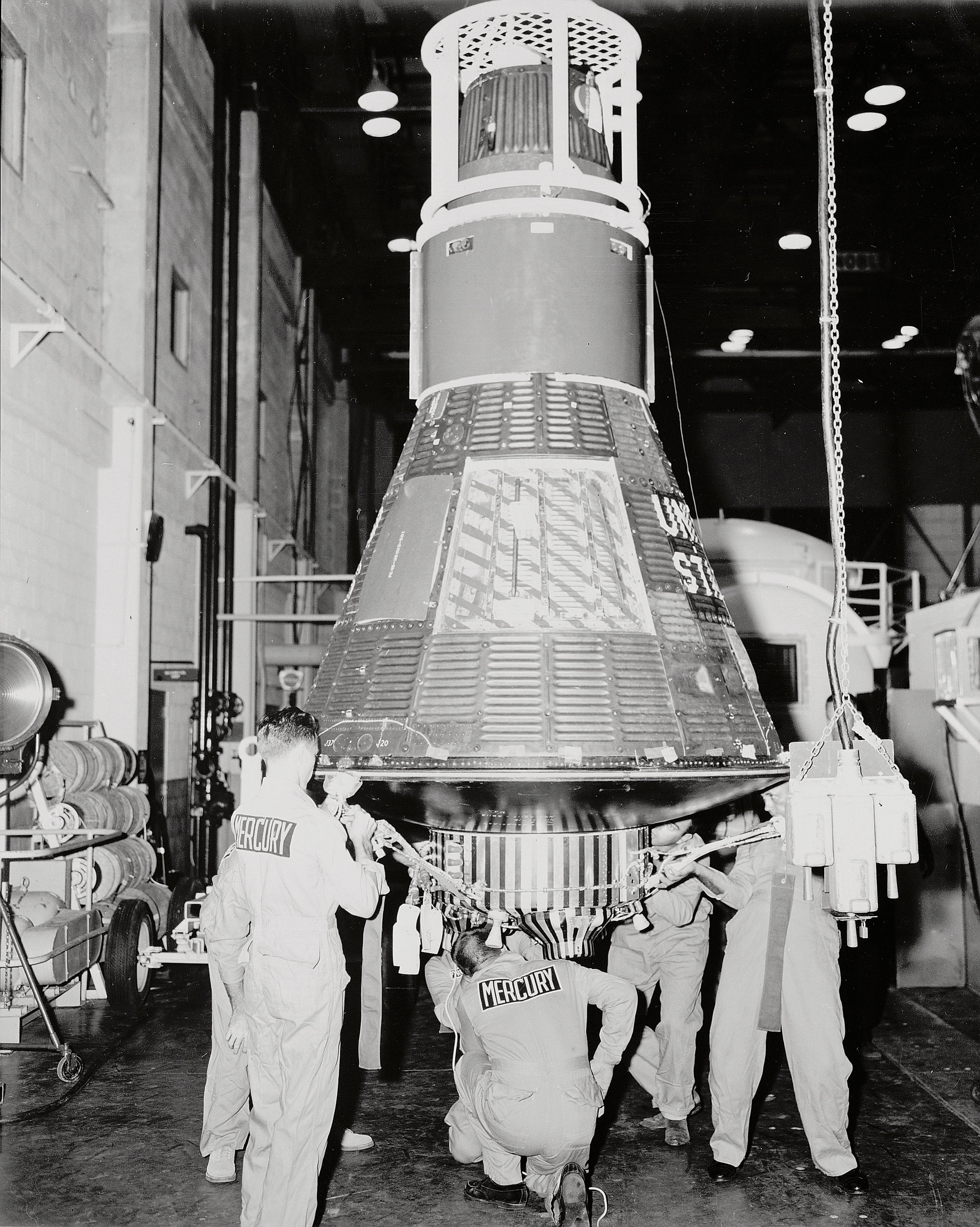
A 16. gyári szám Mercury űrhajó (a későbbi Sigma 7) az „S” hangárban a repülés előtti szerelés közben

Mielőtt nyilvánosságra hozta volna a következő repülés céljait, a NASA alaposan megfontolta a műszaki és orvosi szempontok szerint, hogyan léphet tovább és még 1962 februárjában nekiláttak a részletes tervezésnek. Ekkor tették le az alapot, hogy a cél egy 18 keringéses repülés, ám ehhez egy közbenső lépés – egy hat vagy hét keringéses repülés – szükséges. A repülés meghosszabbításának problémái az űrhajó kapacitásaiban, illetve a biztonsági előírásokban rejlő korlátok voltak. A szűk keresztmetszetet az elektromos energia, az oxigén és a manőverező hajtóművek üzemanyag készletei, valamint a rádió nyomon követő és mentőerők korlátos rendelkezésre állása jelentették. Az elektromos energia szűkösségét takarékossággal próbálták megoldani, mivel plusz akkumulátorok beszerelését nem tartották megfelelő megoldásnak a tömegnövekedés miatt. Egy három keringéses repülés 7080 wattóra fogyasztással járt, 7 keringés pedig fajlagosan ugyan kevesebbel (11190 wattórával), ám ez a rendelkezésre álló 13500 wattórás kapacitásból csak 6,7%-nyi tartalékot hagyott, szemben a 10%-os biztonsági előírással. A McDonnell mérnökei kidolgoztak egy tervet, miszerint, ha a repülés bizonyos fázisaiban lekapcsolnak egyes berendezéseket (pl. a telemetriai jeladót és a radart), a felhasználás csökkenthető és a tartalék elérheti a kényelmes 15%-os szintet. Az űrhajós által belélegezhető oxigén is kevésnek mutatkozott: a számítások szerint az effektív felhasználás 2 kg gáz lett volna hét keringés alatt, ami a biztonsági előírásokat és a kabin természetes nyomásvesztését is kalkulálva 3,9 kg-os szükségletet jelentett, ezzel szemben csak 2 db 1,8 kg-os befogadóképességű tartály állt rendelkezésre. A mérnökök két megoldást is javasoltak, egyrészt némi átalakítással a korábbi 1000 köbcentiméter percenkénti veszteséget le lehetett vinni 600 köbcentiméter/percre, valamint az űrhajós légzésével keletkező Szén-dioxid kiszűréséért felelős lítium-hidroxid szűrők kapacitásának 17%-os növelésével a veszteséget és a felhasználást a tartályok biztosította értéken belül lehetett tartani.
A legkritikusabb pont az űrhajó térbeli helyzetének szabályozására használt kormányhajtóművek üzemanyagellátása volt. A kis hajtóműveket mind automatikus, mind manuális üzemmódban kellett tudni üzemeltetni és a két irányítási módnak külön üzemanyagrendszere volt. A NASA mérnökei azt javasolták, hogy legyen kapcsolat a két üzemmód között, amivel optimalizálni lehet az üzemanyagmaradékot (azaz nem kell külön-külön mindkét rendszerben biztonsági tartalékot hagyni, hanem mindkét üzemmódhoz hozzá lehessen rendelni ugyanazt a biztonsági tartalékot. Ezzel az egyszerű megoldással sikerült a biztonsági határon belül tartani a készleteket. Végül az utolsó probléma a leszállási térséggel, illetve annak mentő- és rádió követőhajókkal való lefedése volt. A hét keringéses repülés az optimális leszállási helyet áthelyezte az Atlanti-óceánról a Csendes-óceánra. A tervezők szerint ez nem okozott gondot, Pearl Harbourből a Haditengerészet viszonylag könnyen le tudta fedni a tervezett leszállási térséget. Azonban a számítások átvizsgálásakor mégis felmerült egy lényegi probléma: a mérnökök egy kisebb hibát találtak a röppályaszámításban, ami odébb helyezte a hetedik keringés végén kijelölt leszállási térséget. A hiba azt jelentette, hogy a szigorú műveleti szabályok szerint (legkésőbb 18 órával a leszállás után mindenképpen ki kellett emelni az űrhajóst, szálljon le akárhová is), a hetedik keringésben kijelölt leszállóhely miatt a mentőerők nagyságát mindenképpen meg kellett volna növelni, szemben azzal, hogy ha csak 6 keringést terveznek, mert akkor a meglevő haditengerészeti kapacitás is elegendő. A NASA a számítások nyomán úgy döntött, hogy csak 6 keringést visz végig a Mercury–Atlas–8.
Az űrhajós kiválasztása 60 nappal a tervezett start előtt megtörtént. 1962. július 27-én a NASA Wally Schirrát jelölte ki hivatalosan a repülésre. Schirra volt a Mercury–Atlas–7 tartalék űrhajósa és így végigcsinálta a három fordulatos repülés kiképzését Carpenter mellett. Az Aurora 7 legénységválasztásánál Deke Slaytonnál egy kisebb szívrendellenességet állapítottak meg, ami sok változást és kényszert indukált a későbbi repüléseken. Slayton kiesésével az egy későbbi  repülésre tervezett Scott Carpenter lépett előre és a NASA-nak összesen két, még nem repült pilótája maradt, Schirra és Gordon Cooper. Kettejük közül Schirrának volt már tartalék kiképzése, ezért ő repülhetett legközelebb, Cooper pedig elvégezhette az első tartalék kiképzését.
A NASA szakemberei az űrhajóst érintő feladatokat is újratervezték. A repülés legfőbb feladatává a hajtóanyag és az áram megtakarítását tették, Schirra olyan feladatokat kapott, amelyek nem, vagy csak alig fogyasztottak ebből a két erőforrásból. Így összesen egy vizuális megfigyelést kellett Schirrának elvégeznie: Ausztráliában, Woomera mellett egy 140 millió kandela erősségű fényforrást kellett megpillantania, valamint 4 db 1 millió kandelás fényvillanást. Ezen kívül meteorológiai és földrajzi cél fotókat kellett az űrhajósnak készítenie a repülés során. Passzív (az űrhajós tevékenységétől független) kísérletképpen az űrhajó külső felületére helyezett elemek (különböző anyagú hőálló panelek, berillium csempék és fehérre festett felületek) hőelnyelését és reakcióját mérték a hőhatásokra.

## Repülés

### Felszállás

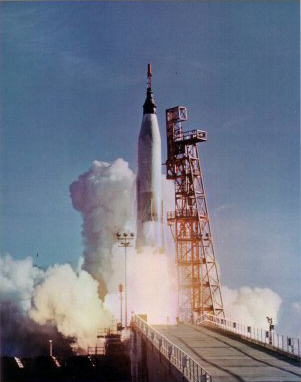
A Mercury–Atlas–8 startja 1962. október 3-án

A Szigma 7 felszállására 1962. október 3-án 7:15:11-kor (12:15:11 UTC) került sor Cape Canaveral 14-es indítóállásáról. A korábbi közel tökéletes felszállásokkal ellentétben ezt az utat azonban kisebb hibák tarkították. Tíz másodperccel az elemelkedést követően a rakéta váratlanul forogni kezdett saját hossztengelye körül. Az érzékelők szerint a forgás egészen a repülésmegszakítás limitjének 80%-ig gyorsult, majd ugyanolyan váratlanul ahogy megindult, leállt. A repülés első percének végén a rádióforgalmazással támadt probléma: Schirra a repülési adatok folyamatos jelentése közben vette észre, hogy saját magával beszélget a rádión. Az űrhajóban egy hang aktiválású mikrofon szolgált a kommunikációra (hogy az űrhajósnak ne kelljen a kezét lefoglalni az adás gomb nyomkodásával), ám a max q idején a kabinban uralkodó zajtól a berendezés rosszul kezdett el működni. Schirra kénytelen volt manuálisan nyomni a biztonsági tartalékként szolgáló adás gombot és így jelenteni Slaytonnak, a CapComnak. Ez a kisebb hiba azonban életveszélyt is hordozott magában, az űrhajós keze inkább a repülésmegszakító fogantyú közelében kellett volna lennie, hogy bármilyen vészhelyzetre a lehető leghamarabb tudjon reagálni, ehelyett a távol levő rádiógombot kellett vele nyomkodnia.
Schirra következő feladata a fokozatleállás megfigyelése volt. Az Atlas oldalsó gyorsítóhajtóművei álltak le először, majd váltak le. Schirra jelentette, hogy a művelet két másodperccel a tervezett időpont után következett be. Néhány másodperc múlva a mentőrakéta is levált és eltávolodott. A felszállás legutolsó momentuma a főhajtómű leállása és a kabin leválása volt a kiürült rakétafokozatról. A főhajtómű 10 másodperccel működött tovább a tervezettnél, így egyrészt 4,5 m/s-mal túlgyorsult az űrhajó, ami az addigi (és későbbi) Mercury-repülésekhez képest a legnagyobb, 283 km-es földtávolságot eredményezte a pályán, szintén rekord sebesség mellett. Amikor a rakétafokozat levált az űrhajóról, Schirra stabilizálta az űrhajó billegését, majd megfordította azt a kereszttengelye körül úgy, hogy a kabin feneke nézzen a menetirány felé. A művelet már az új, hajtóanyagtakarékossági kísérletek egyike volt: az űrhajós csiga lassan, percenkénti négy fokos elfordulással fordította a Mercury-t, ami így csak mindössze 15 dkg hajtóanyagot igényelt. A művelet végén az űrhajós megpillantotta a vele laza kötelékben repülő Atlas rakétafokozatot, amely a fordulás után pont ott tűnt fel az ablakban, ahol Carpenter és Glenn előre jelezte. Schirra egy vastag jégcsíkot látott a rakéta derekán, ám nem sikerült megfigyelnie az elődei által jelzett jégkristályokat, amely a hajtóanyagmaradék világűrbe ömléséből és azonnali megfagyásából származott.
Az űrhajó átrepülte az Atlanti-óceánt és már Nigéria felett járt, amikor Schirra automatikus üzemmódra kapcsolta a navigációs rendszert.

### Keringés

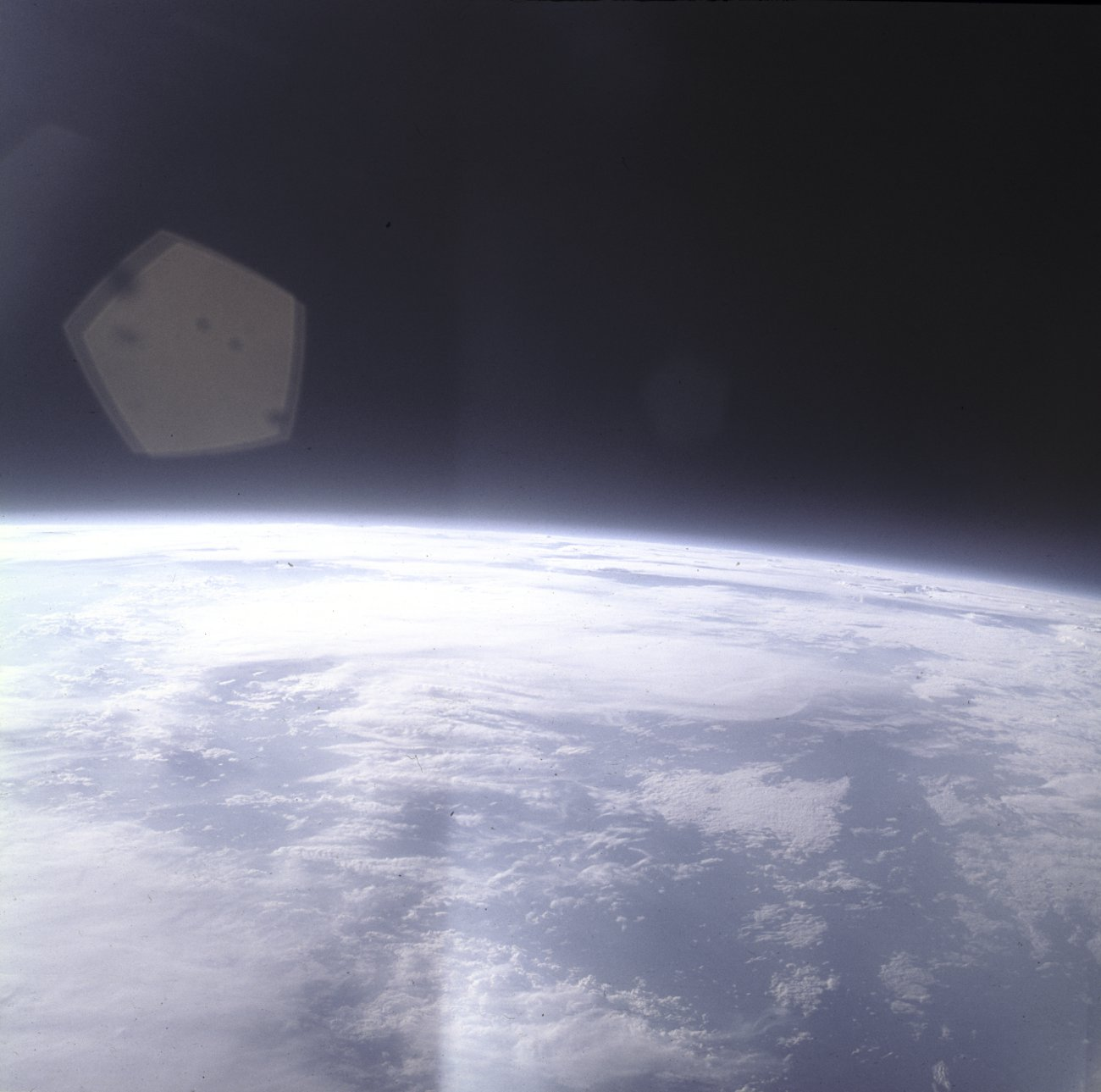
Dél-Amerika a Szigma 7 fedélzetéről nézve

A Szigma 7 előtt 6 keringés állt, ám rögtön az első keringésben egy olyan probléma lépett fel, amely a repülés felvetette a repülés megszakításának lehetőségét: az űrruhán belüli hőmérséklet emelkedni kezdett és az emelkedés állandósulni látszott. Az irányítás megfontolta a repülés első kör végén történő megszakítását, de az életfenntartó rendszert felügyelő mérnök, az űrhajós életjeleit figyelő orvos és Chris Kraft repülésvezető úgy döntöttek, hogy a második keringés végéig kivárnak a döntéssel, mivel Schirra szervezete jól tolerálta a problémát. Közben Schirra elkezdte a hűtés növelését az űrruhában, ám azt csak lassan tehette, a szabályozón egyszerre csak fél vonásnyit állított, majd 10 percig várt a hatásra (gyorsabb változtatás esetén a hőcserélő szelepe esetleg befagyhatott, ami csökkentette volna az egyébként is elégtelenül működő rendszer hatékonyságát). Összesen 3 vonásnyit növelt az űrhajós a hűtésen, mire nagyjából egy óra múltán megoldódott a probléma.
Az első keringés során (miközben a hőmérsékletprobléma elhárítása zajlott), Schirra a korábbi repülésekről megszokott vizuális kísérletet végezte el. Ausztráliában, Muchea mellett egy jelzőrakétát kellett megpillantania az űrhajósnak. Előbb az űrhajót úgy fordította, hogy az orral lefelé, a felszín felé nézzen és az ablakból figyelte a fényvillanást. majd jelentette is, hogy látja a villanást, ám hamar kiderült, hogy az egy villám volt. Rövidesen Muchea jelentette, hogy fellőtte a világítórakétát, Schirra rádiózott is, hogy egy elmosódott fénygömböt látott a felhőkben, ám az ismét csak egy villám volt. A kísérlet ismét sikertelen volt. Pár perc múlva az űrhajós jelentette, hogy egy város körvonalait látja odalenn, amint éppen Brisbane felett repült el. Egy másik vizuális kísérlet is hasonló kudarc volt. Az űrhajósnak a periszkópon keresztül kellett megfigyelnie az alant elhaladó felszínt, ám elődeihez hasonlóan semmit nem látott az eszközön keresztül. Az űrhajósok egyöntetűen használhatatlan holtsúlynak aposztrofálták az eszközt. A periszkóp más kellemetlenséget is okozott, amikor egyszer már a nappali félteke fölött a nap belesütött, Schirra véletlenül belenézett és kis híján megvakult, ezért a továbbiakban – a kísérleti időszakokon kívül – egy térképlappal letakarta a nézőnyílást.
Az első keringés másik művelete is megszokott volt az előző repülésekről, az űrhajó manuális helyzetváltoztatásával kellett az űrhajósnak foglalkoznia, a mostani repülés fő célkitűzését, a lehető legkevesebb hajtóanyag felhasználását szem előtt tartva. Schirra a Csendes-óceán felett jelentette, hogy „még csimpánz üzemmódban repülök” (utalva arra, hogy minden rendszer automata üzemmódra volt kapcsolva), majd elkezdte a manuális kormányzást. Referenciának az ablakot, illetve az arra festett hajszálkeresztet használta, illetve a periszkóppal végzett ellenőrző megfigyeléseket. Végeredményben a kézi irányítás egyszerűnek és pontosnak bizonyult, és azt a következtetést is levonhatta az űrhajós, hogy az ablakon keresztül is viszonylag pontosan tudja egy-egy felszíni referenciaponthoz fordítani az űrhajót; az igazán pontos megoldást a periszkóp biztosította, ám sokkal lassabban. Az űrhajós összesen 64 dkg hajtóanyagot használt el az első keringés során az 59 kg-nyi készletből. A műveleti terven kívüli, egyfajta saját kísérletképpen Schirrának is sikerült a kabin falának kopogtatásával kiváltania a fagyott részecskék esőjét az ablak előtt, ahogy azt Carpenternek és Glennek is a két előző repülésen.

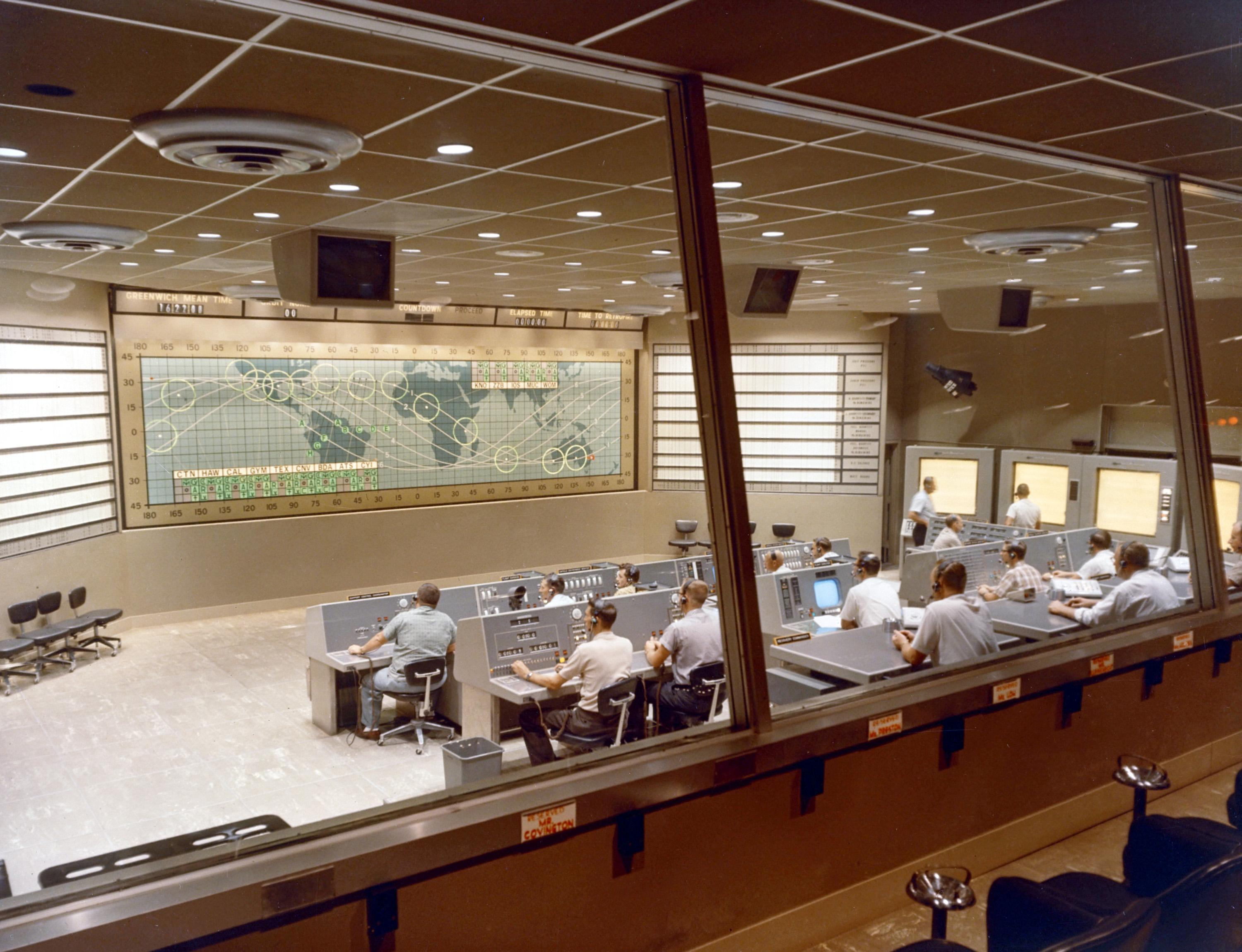
A Mercury irányítóközpont

A második keringésben az éjszakai félteke felett egy komoly manuális irányítási kísérlet szerepelt: Schirrának a csillagok és bolygók helyzete alapján kellett meghatároznia a térbeli helyzetét, és különböző manővereket végzett. A kísérletben problémát jelentett, hogy a kis ablakon keresztül a referencia csillagok nehezen voltak azonosíthatóak. Éppen ezért a manőverek nem sikerültek tökéletesre, igaz a hiba meglehetősen kicsi volt, mindössze 4 fok eltérés mutatkozott a tervezett és a tényleges irányok között. Mintegy a manőverek „melléktermékeként” Schirrának sikerült kidolgoznia, hogy a későbbi visszatéréshez történő fékező rakéta begyújtáshoz milyen referenciacsillagokra hogyan kell tájolnia az űrhajót szükség esetén. A keringés második felében ismét automata irányításra (vagy ahogy Schirra tréfásan elnevezte: „csimpánz üzemmódra”) állították az űrhajót és az űrhajósnak felszíni megfigyelési feladatokat kellett végeznie. Érdekes módon az űrhajós bár 10-szer magasabban repült, mint ahogy repülőgéppel szokott, nem tűnt neki másnak a felszín, mint a repülőgépes emlékeiben élt a látvány.
A harmadik keringésben ismét egy „új üzemmódot” akart az irányítás kipróbálni, a manőverezés nélküli sodródást (mivel az egész repülés mottója az üzemanyagtakarékosság volt, kézenfekvő volt kipróbálni a zéró felhasználás előnyeit és hátrányait) Miután az űrhajó térbeli helyzete a tervek szerint alakult a második keringés végén, az irányítás engedélyt adott a giroszkópok leválasztására, és az áram lekapcsolására, amelyet követően sem az űrhajós, sem az irányítás nem avatkozott be a kabin tovább repülésébe. Schirra az irányítatlan időszak alatt (amikor lényegében semmi sem zavarta meg a súlytalanság érzését) egy kísérletet végzett a mozgáskoordinációjának ellenőrzésére: kiválasztott három műszert és csukott szemmel próbálta őket a kezével megérinteni. A kísérlet sikeres volt, semmiféle problémát nem jelentett megtalálni a kívánt térbeli pontokat a súlytalanságban. Aztán a keringés második felében – az Indiai-óceán felett – visszakapcsolta a rendszereket, megszüntetve a sodródást és áttért ismét az irányított repülése. A rendszerek ismét tökéletesen működtek a visszakapcsolást követően. Amikor ezt jelentette az űrhajós az alant haladó követőhajónak, az ottani legénység örömmel jelentett vissza, hogy nekik pedig sikerült megfigyelniük a felettük elrepülő űrhajót. A Csendes-óceán átrepülését követően, az amerikai kontinenshez érve ismét egy sodródó szakasz következett, illetve a felszíni megfigyelések során készült fotótár bővült. Cape Canaveral rádiókörzetében az irányítás elrendelte, hogy az űrhajós olvassa le a doziméterét, az őt ért sugárzást mérő műszert. Slayton jelentette, hogy a mért érték olyan csekély, hogy alig leolvasható. Emellett Chris Kraft, az irányítás vezetője figyelmeztette az űrhajóst, hogy készüljön az Echo műhold (egy, még 1960-ban felbocsátott ballonműhold) megfigyelésre.

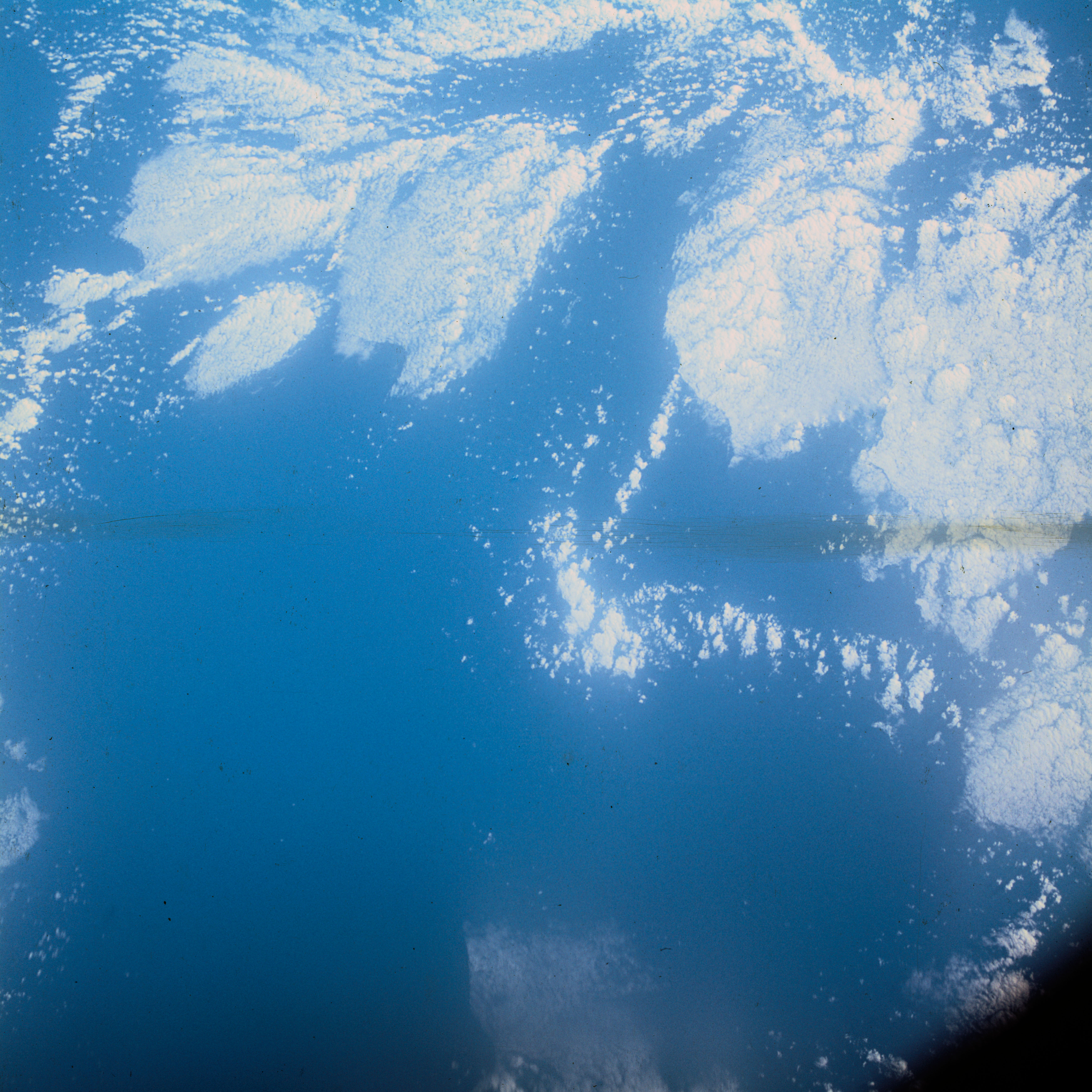
Felhőfotók az Atlanti-óceán nyugati része felett

A negyedik keringés eseménytelenül zajlott, az űrhajós fényképeket készített, villámokat figyelt meg, időről-időre bejelentkezett a követőállomásoknak. A keringés végén, ismét az USA felett repülve jött el egy új kísérlet ideje: az űrhajós és a CapCom közötti beszélgetést nyilvános rádió és tévéadásba adták az amerikai adók számára. Ez volt az első élő közvetítés a világűrből. A közvetítés mindössze 2 percig tartott, amely során Schirra elmondta, hogy a rendszerek megfelelően működnek, illetve nagyon röviden az érzéseiről, egy éppen a pillanathoz illó dalról és Hold látványáról beszélt. A negyedik keringés második felében kisebb kellemetlenség támadt: víz kezdett gyűlni Schirra sisakjában. A folyadék nyilvánvalóan az űrruha hűtőrendszeréből származott. Az űrhajós azonban úgy döntött, hogy nem törődik a kellemetlenséggel, mivel az űrruha hőmérséklete – a korábbi rendellenesség után – végre beállt és megfelelő volt, amit nem akart befolyásolni a sisak üvegjének kinyitásával.
Az ötödik keringés ismét a viszonylagos eseménytelenség jegyében telt. A keringés kezdetén Schirra egy expanderrel végzett izomerősítő gyakorlatokat, majd ismét rövid manuális irányítási periódus következett, végül visszatért a felszíni megfigyelésekhez és fotózáshoz. A megfigyelések keretében ismét következett egy földfelszíni erős fényforrás azonosítása (a NASA a dél-afrikai Durban mellett tervezett egy fényforrást felvillantani), ám amikor az űrhajó pályája elérte az afrikai kontinens déli csücskét, Schirra csak egy világosabb részt látott, amit Port Elizabeth városaként azonosított, a tőle 300 kilométerre fekvő Durban fölött felhők fedték el a felszínt és a fényforrást. A keringés vége már a következő körben elkövetkező leszállásra való felkészülés jegyében telt. Schirra jelentette, hogy a manőverezéshez szükséges hajtóanyag 80%-a még a tartályokban van. Ezután az irányítás megadta a fékezéshez szükséges navigációs adatokat.
A hatodik keringéssel már éppen megduplázta az űrhajó az addig elért leghosszabb repülési időt, de még minden tökéletesen működött, a hajtóanyaggal való takarékosságot, mint fő célt is sikerült maximálisan teljesíteni. Dél-Amerikát elhagyva még egy utolsó filmfelvételt készített az űrhajós, majd elkezdett a fékezést előkészítő ellenőrzőlista lépésein végigmenni.

### Leszállás

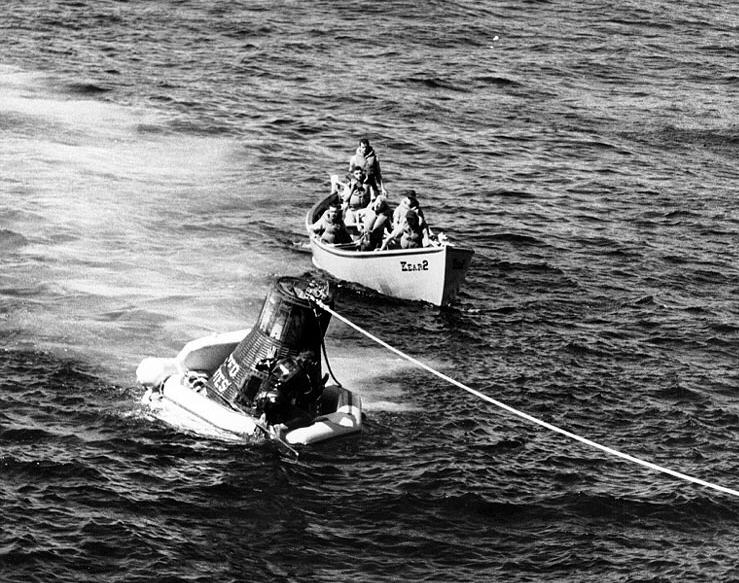
A Szigma 7 vontatókötélen a leszállás után

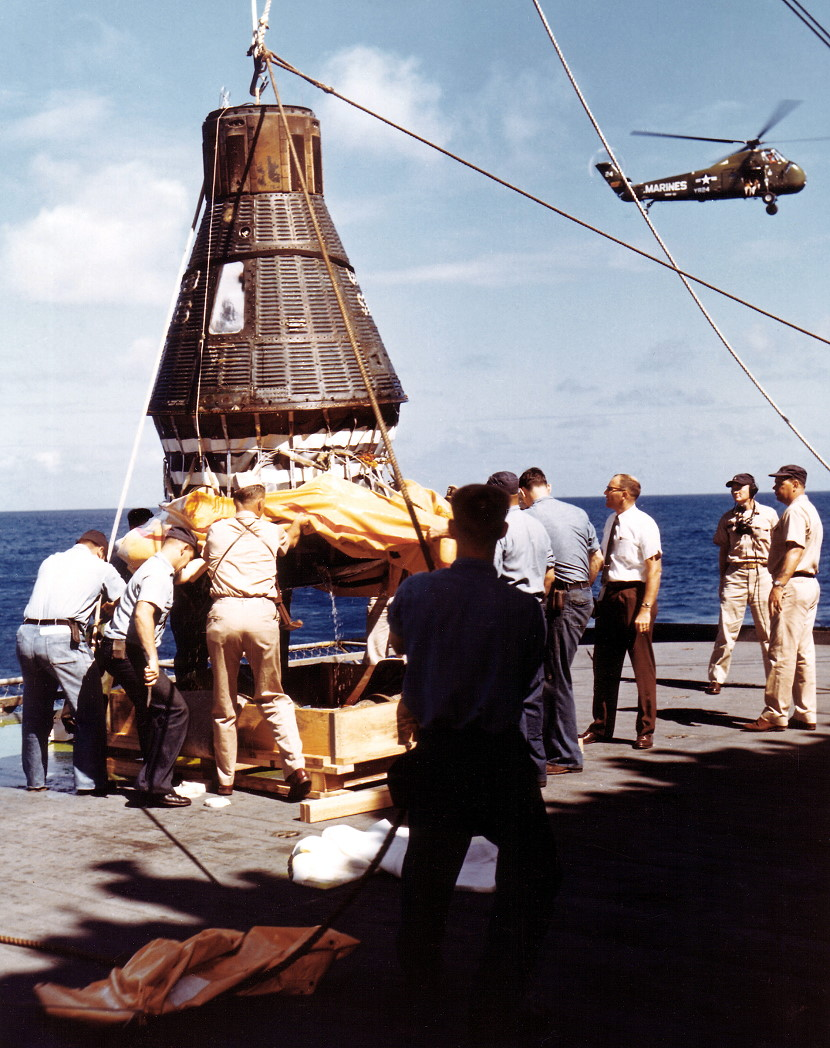
Schirra űrhajóját a fedélzetre emelik

A leszálláshoz először az automatikus repülési módtól át kellett kapcsolni kézi irányításra. Elhagyta Afrikát (közben még egyszer megpróbálta megpillantani Durban mellett a neki kihelyezett fényt, de a felhőtakaró miatt most sem sikerült), majd az Indiai-óceán felett kapcsolatba lépett a kísérőhajóval, akik kérdezték, hogy kell-e segítség a fékező gyújtás előkészítéséhez, de Schirra röviden elutasította a kérdést. A fékezésbe a Csendes-óceán felett kellett belekezdeni, Schirrának megkereste a referenciának számító csillagképeket, amelyek a fékezési pont elérkezését jelezték (és amelyek alapján egy esetleges rádióhiba esetén önállóan kellett volna megtalálni a megfelelő pontot a fékező hajtómű indítására).
Az űrhajós a menetiránnyal szembe fordította a hajót, majd megfelelő szögbe állította. A Csendes-óceánon járőröző követőhajón ülő Alan Shepard adta meg a jelet, hogy a Szigma 7 elért a megfelelő pontra, Schirra elindította a fékezési folyamatot. A fékezés végére a manőverező hajtóanyag több mint 50%-a a rendelkezésre állt még, a leszállás közbeni kormányzásra az űrhajósnak több mint elegendő tartaléka maradt (ellentétben az előző repüléssel). A légkörbe érve a turbulenciák dobálni kezdték az űrhajót, de Schirra különösebb gond nélkül kiegyenlítette a nem kívánt mozgásokat. A megfelelő időben leválasztotta a fékező rakétacsomagot is. Ereszkedés közben annyira koncentrált a hajtóanyagra illetve az azzal való takarékoskodásra, hogy nem is figyelt a kívülről érkező hangokra (amelyeket korábban Glenn és Carpenter is jelentett).
Nemsokára életre kelt a barometrikus magasságmérő is jelezve, hogy a kabin egyre mélyebbre ereszkedik a légkörben, majd amikor elérte a 12000 méteres magasságot, Schirra működésbe hozta az ernyőnyitó mechanizmust. Előbb kinyílt a kis kihúzóernyő, amelynek csak érezte a nyílását, mivel az ablakot bekormozta a visszatérés során elégő hőpajzs és az űrhajós nem látott ki. A stabilizáló ernyő nyitása után az űrhajós leeresztette a maradék üzemanyagot. 4500 méter magasan aztán kinyílt a főernyő is, majd mindössze 7,2 kilométerre a tervezett ponttól és nagyjából 800 méterre a kiemelésére érte küldött USS Kearsarge hordozótól az űrhajó rendben a Csendes-óceánba csobbant.
Schirra kicsit kevesebb mint 6 Föld körüli fordulatot tett, 9 óra 13 perc 11 másodpercet repült, amellyel megduplázta az amerikai repülési rekordot (messze lemaradt azonban a szovjetek teljesítményétől). A mentés is rekord gyors volt: az űrhajós 54 perc múlva a hajó fedélzetén állt. Az űrhajós kérésére a mentési metódus azonban eltérő volt az előzőkétől. A  mentőhajó közelsége és a hamar megtalált vizuális kontaktus miatt a Kearsearge jó előre kiküldte békaembereit, akik hamar stabilizálták egy felfújható szoknyával a kabint. Schirra azonban azt kérte, hogy a helikopter ne emelje ki, hanem csak fogja vontatókötélre az űrhajót, miközben egy gumicsónak biztosítja a folyamatot és majd a hajó darujával emeljék a fedélzetre a Szigma 7-et. A hajón a legénység tapsa fogadta.

## A repülés utóélete
A repülést követően azonnal, még a USS Kearsarge fedélzetén elkezdődött a repülés utáni kiértékelés. Schirra a hajó gyengélkedőjére ment, ahol orvosi vizsgálatnak vetették alá. Schirra sokkal hosszabb ideig volt a súlytalanságban, ennek hatásait vizsgálta az orvosi csapat, de lényegében nem találtak semmit, az űrhajós tökéletes állapotban volt. Egyedül annyit sikerült megfigyelni, hogy a repülés után nagyjából 6 órán át az űrhajósnak álló helyzetben magasabb volt a vérnyomása és gyorsabban vert a szíve, mint fekve.
Az űrhajót érintő vizsgálatok sem tártak fel semmilyen problémát, az űrkabin végig tökéletesen működött és nem volt nyoma meghibásodásnak. A külső vizsgálat során a hőpajzson nagyobb repedéseket találtak, mint Glenn és Carpenter űrhajóján voltak korábban, de az egész szerkezeten ugyanolyan égésnyomokat találtak, mint a másik két űrhajón. A mérnökök és Schirra egyöntetűen a "tankönyvszerű repülés" kifejezést használták, annyira jól ment minden. A NASA végül tökéletesként jellemezte a Mercury–Atlas-8-at.
Miután Schirra kikérdezése és vizsgálatai véget értek, a hajó megállt Hawaiin, ahol óriási ünneplés fogadta az űrhajóst. Innen a következő állomás Houston volt, ahol a Rice Egyetemen egy sajtókonferencia várta Schirrát, ahonnan Oradellbe, szülővárosába vitt az útja. A diadalút vége Washingtonban volt, ahol az elnöktől az űrhajós megkapta a Kiváló Szolgálatért érdemrendet John F. Kennedy elnöktől, a haditengerészet főnökétől pedig egy aranyozott űrhajós kitűzőt kapott.
A program folytatásával kapcsolatban a NASA szakemberei két táborra szakadtak. Az egyik tábor szerint a repülés annyira tökéletesen sikerült, hogy nem érdemes tovább próbálkozni. A másik tábor szeme előtt viszont a teljes napnyi repülés, mint végcél lebegett (a Mercury-program már Glenn repülésével elérte célját, ám Tyitov 1 napos repülése egyfajta célt tűzött ki az amerikaiak elé a folytatásra, mellesleg a Kennedy által az Apollo-programban kitűzött cél, a Hold elérése is a minél hosszabb repülési időt kívánta meg). A sikeren felbuzdulva a NASA az egy napos repülés előkészítését tűzte ki célul.

### Magyar oldalak
- Az első hibátlan repülés: 45 éve repült a Mercury-8 Űrvilág.hu; 2007.10.15.

### Külföldi oldalak
- Loyd S. Swenson Jr., James M. Grimwood és Charles C. Alexander: This New Ocean: a History of Project Mercury NASA History Office online könyv
- Jelentés a repülésről (angol)